# 米山明日香
米山 明日香（よねやま あすか）は、青山学院大学社会情報学部准教授。神奈川県鎌倉市生まれ。横浜市育ち。幼少期にイギリス・ロンドンで生活。

## 略歴
関東学院六浦小学校卒業。
鎌倉女学院中学校・高等学校卒業。
青山学院大学文学部英米文学科卒業。
ロンドン大学（University College London）で音声学修士号（MA in Phonetics）取得。
関東学院大学大学院文学研究科英語英米文学専攻博士後期課程修了 博士（文学）。
専門は音声学、英語教育、英語プレゼンテーション。
International Phonetic Association Certificate of Proficiency in the Phonetics of English 取得。

## 著書
単著
- 「成功する英語プレゼン」（コスモピア）
- 「4週間集中ジム 発音も学べる イギリス英語リスニング」（アスク）
- 「名演説で学ぶ英語」（祥伝社新書）
- 「英語リスニングの鬼100則」（明日香出版社）
- 「英語発音記号の鬼50講」（明日香出版社）
- 「英語3週間発音トレーニングラボ」（明日香出版社）

編集・執筆協力
- 「スーパー・アンカー英和辞典」
- 「スーパー・アンカー和英辞典」（学習研究社）

共著
- 「イギリス英語を聞く THE RED BOOK」（コスモピア）
- 「イギリス英語を聞く THE BLUE BOOK」（コスモピア）
- 「話せる！ 英語シャドーイング」（コスモピア）
- 「[CD付]起業家の英語」（コスモピア）
- 「[CD付]女性リーダーの英語」（コスモピア）

## メディア
- NHK「英語でしゃべらナイト　リターンズin 京都産業大学」2009年12月18日放映　出演
- BSスカパー！ 「ニュースザップ」 2014年10月よりゲストコメンテーターとして不定期出演
- フジテレビ「新報道2001」2017年1月22日
- NHKラジオ第二「ニュースで学ぶ『現代英語』」2022年4月から2024年3月　 月曜日から水曜日担当
- J-WAVE 「Step One」　2024年8月22日　ゲスト出演
- NewsPicks プロピッカー 2024年-